# Gli ordini sono ordini
Gli ordini sono ordini è un film del 1972 diretto da Franco Giraldi ed interpretato da Monica Vitti, tratto dal racconto omonimo di Alberto Moravia.

## Trama
Giorgia è una casalinga infelice, stanca del matrimonio con il marito Amedeo, quando inizia a sentire una voce che le ordina di compiere azioni fuori dall'ordinario e trasgressive. Un giorno la voce le ordina di graffiare la macchina del marito e andare sul lungomare e di fare l'amore con un bagnino. Dopo la sua confessione del tradimento, ma soprattutto del danno alla vettura, la voce la porterà su un molo dove lei spinge in mare il marito. In seguito a ciò lui la mette fuori di casa.
Giorgia si ritrova così da sola e deve riorganizzare la propria vita. Dopo aver fatto visita alla madre, che le consiglia di ritornare con il marito, va a vivere in albergo. Qui conosce Nancy, una ricercatrice che lavora per una importante casa discografica, che si occupa di registrare musica tradizionale con il proprio registratore.
Giorgia incontra in seguito l'artista Mario Pasini, se ne innamora, ma presto anche la loro relazione comincia a scricchiolare e lei a risentire la voce. Per sovrappiù Mario una sera la tradisce con Nancy, e Giorgia abbandona i due. Rimasta con l'auto senza benzina, incontra un malvivente che, datole un passaggio, supera un posto di blocco della polizia e, per sfuggire all'inseguimento, provoca un incidente.
Giorgia finisce così in ospedale. Quando esce, trova ad aspettarla il marito Amedeo, che le propone di tornare assieme, ma Giorgia ha ormai deciso di proseguire sulla propria strada e vivere una vita indipendente.

## Produzione

### Location
Il film è stato girato principalmente a Padova. Alcune scene ritraggono Prato della Valle, Piazza delle Erbe e Piazzetta Conciapelli. Altre scene, sempre ambientate a Padova, in realtà sono state girate in Piazza dei Signori a Vicenza e sul Canale dei Buranelli a Treviso. Il lungomare è stato girato a Sottomarina, mentre altre scene sono riprese sulla strada regionale SR 11 che collega Padova con Mestrino.

## Critica
(Segnalazioni cinematografiche)